# Gunnar Kautsky
Gunnar Friedrich Helge Kautsky, född 27 januari 1921 i Åbo, död 14 oktober 2002 i Danderyds församling, Stockholms län, var en österrikisk-svensk geolog.
Kautsky, son till Dr phil Fritz Kautsky och Cilli Urban, avlade studentexamen i Wien 1939, blev diplomerad geolog vid Wiens universitet 1943, filosofie licentiat vid Stockholms högskola 1947, filosofie doktor 1953 samt docent i mineralogi och petrologi vid Stockholms högskola 1959. Han utförde mikropaleontologiska arbeten och sammanställning av Österrikes malmfyndigheter 1942–1943, malmletning och byggnadskartering för Bolidens Gruv AB i Norrbottens fjälltrakter och Skelleftefältet 1945–1957, var geolog vid Sveriges geologiska undersökning 1947–1955, statsgeolog där 1955–1959, blev byråchef och chef för malmbyrån 1960, byråchef vid berggrundsbyrån och ställföreträdare för generaldirektören 1974 samt var avdelningsdirektör och chef för berggrundsgeologiska sektionen från 1982. Han tilldelades professors namn 1992. Han författade skrifter i geologi.